# Spider-Man 2
Spider-Man 2 és una pel·lícula de superherois estatunidenca de 2004 dirigida per Sam Raimi, amb guió d'Alvin Sargent basat en la història d'Alfred Gough, Miles Millar i Michael Chabon. És la segona pel·lícula de la sèrie Spider-Man inspirada en el personatge fictici de Marvel Comics Spider-Man. Els actors Tobey Maguire, Kirsten Dunst i James Franco van reprendre els seus papers com Peter Parker, Mary Jane Watson i Harry Osborn, respectivament.
L'acció té lloc dos anys després dels successos de la primera pel·lícula. Revela els conflictes de Peter al compaginar la seva vida personal i el seu rol com Spider-Man i la bogeria del doctor Otto Octavius (Alfred Molina), com a conseqüència d'un experiment fallit que resulta en la mort de la seva esposa. Otto rep el sobrenom de «Doctor Octopus» pels seus tentacles mecànics, amb els quals amenaça les vides dels habitants de Nova York. Spider-Man ha d'impedir que destrueixi la ciutat.
Columbia Pictures va estrenar Spider-Man 2 als Estats Units el 30 de juny de 2004, en sales de cinema convencionals i teatres IMAX, i va rebre crítiques majoritàriament positives. Va guanyar aproximadament 784 milions de dòlars (USD) a tot el món, i va guanyar l'Oscar als millors efectes visuals. L'èxit del film va donar origen a una altra seqüela, Spider-Man 3.

## Argument
La història comença dos anys després del final de la pel·lícula anterior. Peter Parker troba cada vegada més difícil conciliar la seva lluita contra el crim com a Spider-Man i les demandes del seu treball i la seva vida personal. Les relacions amb Mary Jane Watson, de la qual està enamorat, i el seu millor amic Harry Osborn es ressenten i aquest últim vol venjança contra Spider-Man per haver participat en la mort de Norman, el seu pare.
Harry, ara cap del departament de recerca de Oscorp, patrocina els experiments del brillant científic nuclear Otto Octavius. Octavius, el somni del qual és perfeccionar la producció d'energia de fusió, porta una armilla amb braços mecànics intel·ligents, resistents a la calor i al magnetisme durant un experiment que esdevé inestable. El xip d'inhibició neuronal que impedeix als braços robòtics influir en la seva ment és destruït durant l'accident i els tentacles es fusionen amb la seva columna vertebral. Quan el traslladen a un hospital els tentacles maten al personal mèdic i Otto, embogit, escapa, convertit en el Doctor Octopus.
Mary Jane es compromet amb l'astronauta John Jameson, fill de J. Jonah Jameson. Peter sofreix una crisi emocional i perd el control dels seus poders, cosa per la qual decideix renunciar a la seva identitat heroica i viure simplement com Peter Parker. Quan el crim a Nova York augmenta fins a nivells preocupants, Peter decideix fer front als seus dimonis personals arran d'una conversa amb la seva tia May i encarnar-se en Spider-Man de nou.
El Doctor Octopus precisa triti per reactivar el reactor i acudeix a Harry. Ell accedeix a donar-li tot el triti que posseeix, amb la condició que capturi a Spider-Man, i li revela que Peter és la clau per donar amb ell. No obstant això, li ordena no causar cap mal a Peter. El Doctor Octopus localitza a Peter i segresta a Mary Jane per atrapar a Spider-Man. Resolt a rescatar-la i adonant-se que ha recobrat els seus poders, Peter recupera el seu vestit i entra en batalla contra el Doctor Octopus a la part alta d'una torre i sobre un tren fora de control, que Spider-Man aconsegueix detenir abans que es precipiti al buit al final de la via. El Doctor Octopus apareix de nou, deixa Spider-Man inconscient d'un cop i l'hi porta a Harry.
Quan es disposa a matar a Spider-Man, Harry descobreix a Peter darrere de la màscara. Peter el convenç de descobrir el parador del Doctor Octopus i s'encamina al seu laboratori amb la intenció de rescatar a Mary Jane. Un dels tentacles del Doctor Octopus descobreix la seva presència i lluiten de nou. Spider-Man venç aquesta vegada, i revela la seva identitat, suplicant al Doctor Octopus que deixi de costat les seves ambicions pel bé comú. Ell cedeix i recupera el control dels tentacles. Destrueix el reactor submergint-lo en el riu Hudson i perd la vida al mateix temps. Mary Jane descobreix la identitat de Spider-Man. Peter li confessa els seus sentiments i la deixa amb John.
Mentrestant, Harry, traumatitzat pels successos que ha presenciat rep la visita del fantasma del seu pare, que se li apareix en un mirall i li demana venjar la seva mort. Harry refusa i trenca el mirall, darrere del qual hi ha una habitació secreta amb l'equip del Follet Verd. En les escenes finals, Mary Jane fuig de les seves noces per reunir-se amb Peter. Després de besar-se, presencien una persecució policíaca i Mary Jane constreny a Peter a transformar-se en Spider-Man i prestar ajuda.

## Repartiment
- Tobey Maguire com a Peter Parker/Spider-Man: un superheroi, estudiant de física a la Universitat de Colúmbia i fotògraf del Daily Bugle. Ha de compaginar dues vides separades i deixa de costat les seves responsabilitats com a superheroi en un moment d'adversitat. Maguire va signar en el 2000 un contracte per aparèixer en tres pel·lícules.[4] Quan filmava Seabiscuit en el 2002, Maguire es va lesionar l'esquena i Sony va considerar substituir-lo en el paper principal.[5] Va haver-hi negociacions per reemplaçar-lo per Jake Gyllenhaal, que en aquest moment mantenia una relació amb Kirsten Dunst, l'actriu que va interpretar a Mary Jane Watson.[6] Al final, Maguire es va recuperar a temps de reprendre el paper, amb un salari de disset milions de dòlars nord-americans[7]
- Alfred Molina com a Dr. Octopus: un científic i l'heroi de Peter, que embogeix després de fracassar a l'intentar crear una reacció de fusió autocontrolada i quedar la seva ment vinculada als quatre braços mecànics artificialment intel·ligents del seu equipament. Molina va rebre el paper d'Octavius al febrer de 2003 i va començar immediatament la preparació física per al rodatge.[8] Raimi havia vist a Molina en Frida i li van impressionar l'actuació i la presència física de l'actor.[9] Molina solament va sostenir amb ell una conversa breu sobre el personatge i no sospitava que fos un candidat principal per al paper; com que era un gran aficionat als còmics Marvel, la notícia li va causar un gran entusiasme.[10][11] Encara que no estava molt familiaritzat amb el personatge, Molina va voler destacar una característica que va trobar en els còmics: el sentit de l'humor cruel i sardònic del personatge.[12]

- Kirsten Dunst com a Mary Jane Watson: la dona que Peter estima des de nen, però a la qual ha renunciat a causa de les seves obligacions com a superheroi.

- James Franco com a Harry Osborn: Harry Osborn ha substituït el seu pare, Norman Osborn, al capdavant de Oscorp i sent un fort ressentiment contra Spider-Man per la mort del seu pare.

- J. K. Simmons com a J. Jonah Jameson: J. Jonah Jameson és l'avariciós director del Daily Bugle; pensa que Spider-Man és un criminal i duu a terme una campanya contra ell.

- Rosemary Harris com a May Parker: l'afectuosa tia de Peter, vídua de Ben.

- Daniel Gillies com a John Jameson: el fill de John Jonah Jameson, promès de Mary Jane i heroi nacional.

- Donna Murphy com a Rosalie Octavius: esposa i assistent d'Otto Octavius.

- Willem Dafoe com a Norman Osborn (Follet Verd): Norman torna com a al·lucinació del seu fill Harry. La idea, basada en l'escena de Hamlet on el rei se li apareix al seu fill clamant venjança, se li va ocórrer a Dafoe durant la fase de promoció de Spider-Man.[13]
- Mageina Tovah com Ursula Ditkovich: La senzilla veïna de Peter, filla del seu propietari.

## Producció

### Desenvolupament
Immediatament després d'acabar Spider-Man, el seu director Sam Raimi va iniciar la preparació de la seqüela. A l'abril de 2002, Sony va emprar Alfred Gough i Miles Miler perquè escrivissin un guió amb el Doctor Octopus, el Llangardaix i la Gata Negra com a villans. El 8 de maig de 2002, després que Spider-Man conreés un rècord de 115 milions de dòlars durant el cap de setmana de la seva estrena, Sony Pictures va anunciar la seqüela per a 2004. La nova pel·lícula, anomenada The Amazing Spider-Man, igual que el títol atorgat al personatge en els còmics, va obtenir un pressupost de 200 milions de dòlars. El mes següent, David Koepp es va unir a l'equip de guionistes.
Al setembre de 2012, Michael Chabon va reescriure el guió. En la seva versió, Doc Octopus era més jove, s'enamorava de Mary Jane i era un addicte a les endorfines segregades pels seus membres mecànics per contrarestar els dolors causats per la unió al seu cos. En una lluita contra Spider-Man, els seus braços es van fusionar entre ells la qual cosa va començar a causar-li una mort lenta. Segons aquest guió, Octavius era el creador de l'aranya mutant de la primera pel·lícula i implantava a Peter  un xip per ajudar-lo a desfer-se dels seus poders; el mateix xip pot salvar a Octavius de la mort, el que condueix a l'aliança amb Harry per capturar Spider-Man. Anteriorment Harry havia aconseguit que els habitants de la ciutat es giressin contra Spider-Man, en anunciar en el Daily Bugle una recompensa de deu milions de dòlars per ell. El productor Avi Llaureu va rebutjar la trama del triangle amorós amb Ock, i va pensar que la idea que Harry oferís una recompensa per Spider-Man mancava de subtilesa.
Raimi va rellegir els diferents esborranys de la història i va escollir les idees que li van agradar juntament amb el guionista Alvin Sargent. Segons la seva opinió, el tema central de la pel·lícula havia de ser el conflicte entre les necessitats i els desitjos personals de Peter i les seues responsabilitats i la història havia d'explorar els costats negatius i positius del camí que pren i com al final decideix que és possible ser feliç com a heroi. Raimi va reconèixer que Superman II, on el protagonista també es planteja deixar a un costat les seves obligacions, havia influït en el seu tractament de la història.
La història es basa, en la major part, en el número 50 del còmic The Amazing Spider-Man, titulat Spider-Man No More!. Es va decidir que Doc Ock fos el villà per les seves característiques físiques, que el convertien en un adversari ben equiparat amb Spider-Man, i per ser una figura molt humana que també despertava simpaties. No obstant això, Raimi va canviar molts detalls de la història del personatge: per exemple, el va convertir en un ídol de Peter i va descriure el conflicte de Spider-Man contra ell com un esforç per rescatar-lo dels seus dimonis interns en comptes de per matar-lo.

### Rodatge

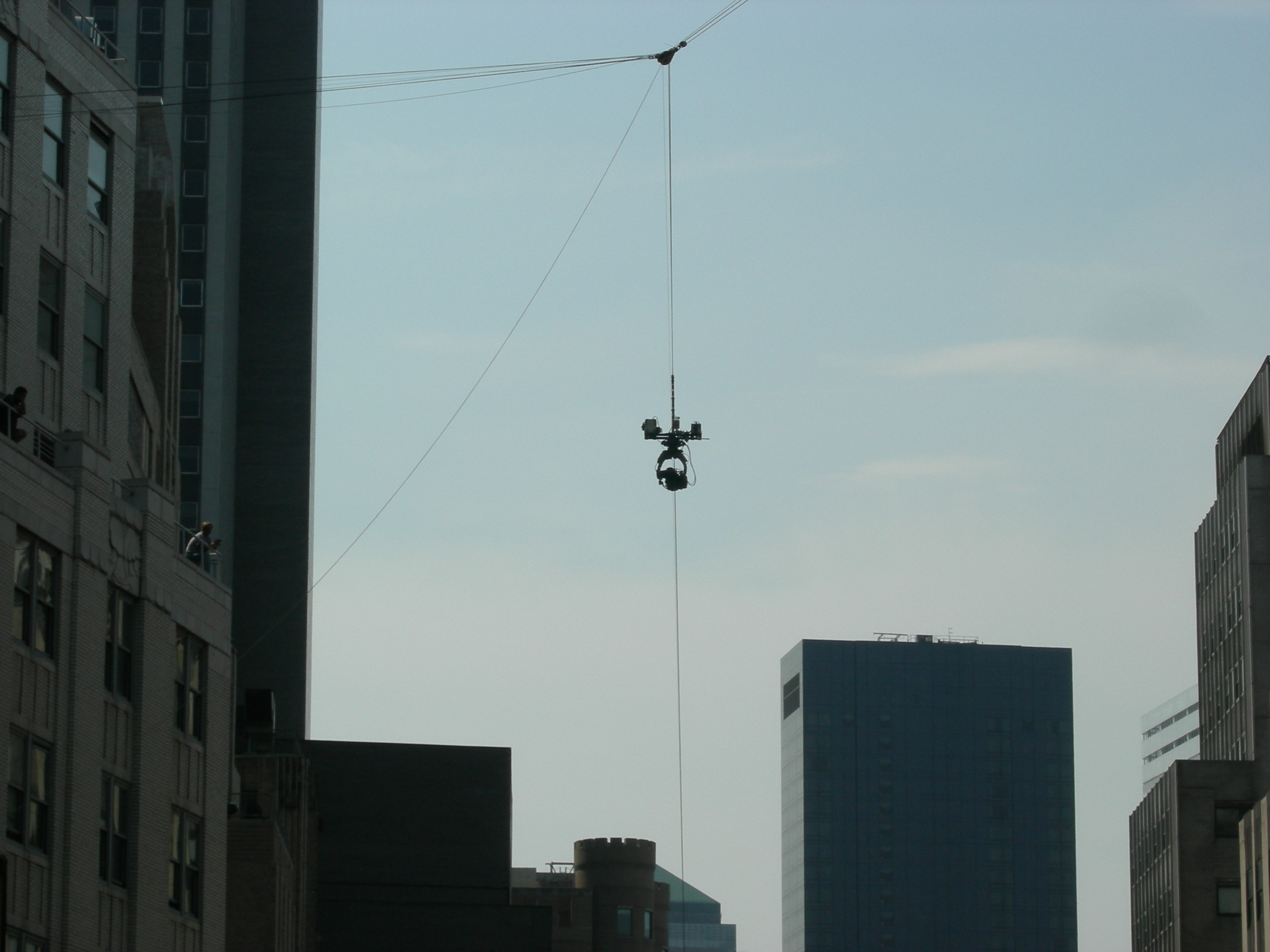
Spidercam

Spider-Man 2 es va filmar en més de cent localitzacions i escenaris. Les primeres preses es van efectuar durant dos dies al novembre de 2002 al centre de Chicago. L'equip va adquirir un vagó amb setze càmeres per rodar els plànols panoràmics de la lluita al tren entre Spider-Man i Doc Ock. L'inici del rodatge principal va tenir lloc el 12 d'abril de 2003 a Nova York. El 13 de maig l'equip es va desplaçar a Los Angeles per rodar en els deu escenaris principals creats pel dissenyador de producció Neil Spisak. Tobey Maguire va gaudir efectuant les seves escenes d'acció després de la commoció causada per la seva lesió d'esquena, arribant fins i tot a bromejar amb Raimi sobre això i improvisar les paraules «La meva esquena, la meva esquena!» en l'escena en què Spider-Man intenta recobrar els seus poders. Rosemary Harris també va deixar al seu doble sense treball. No obstant això, Alfred Molina bromejava que els dobles l'enganyaven perquè realitzés la mateixa presa perillosa una vegada i una altra.
El rodatge es va interrompre durant vuit setmanes per construir el cau de Doctor Octopus en els molls. Spisak havia tingut la idea d'usar un moll col·lapsat com a refugi, per representar com la vida d'Octavius s'havia esfondrat i convertit en una cosa monstruosa, en una evocació del cinema de Fritz Lang i la pel·lícula El gabinet del doctor Caligari. La construcció de l'escenari, en l'estudi 30 de Sony, va durar quinze setmanes; ocupava 18,288 m d'ample, 36,576 m de llarg i 12,192 m d'alt i per al col·lapse final es va construir també un model en miniatura a una cambra a escala. La filmació es va perllongar fins al Nadal de 2003.
Els cineastes van usar un sistema de rodatge anomenat Spydercam per mostrar els escenaris des del punt de vista de Spider-Man. De vegades mostraven caigudes de cinquanta pisos amb una longitud de presa de 731,52 m a Nova York o 975,36 m a Los Angeles. En algunes preses la càmera gravava a sis fotogrames per segon, per aconseguir un efecte de major velocitat en la reproducció. Les preses amb Spydercam es van planificar amb versions virtuals de les ciutats i el moviment de la càmera estava controlat per motors, per la qual cosa el sistema va resultar molt barat. Aquest sistema també es va utilitzar en la pel·lícula precedent, però únicament en l'escena final.

### Efectes especials
El dissenyador de vestuari James Acheson va fer nombrosos canvis subtils al vestit de Spider-Man en la segona pel·lícula: els colors eren més vius i saturats, l'emblema de l'aranya de major grandària i més estilitzat, els ulls una mica més petits i el farciment per ressaltar els músculs es va fer en peces per intensificar la impressió de moviment. També va realitzar millores en el casc portat per Maguire sota la màscara per proporcionar més moviment a la falsa mandíbula i facilitar l'extracció de les peces oculars magnètiques.
Per crear els tentacles mecànics del Doctor Octopus, Edge FX va confeccionar l'armilla, una faixa de metall i goma, una espina dorsal de goma i quatre tentacles d'escuma de poliuretà d'uns 2,5 m de llarg, que pesaven en total 45 kg. Les arpes dels tentacles, anomenades «flors de la mort» estaven controlades per un marionetista que des d'una cadira els donava totes les formes possibles. Cada braç estava sota el control de quatre persones, que assajaven totes les escenes amb Molina per impartir un moviment més natural als tentacles, com si es moguessin en concert amb els músculs d'Octavius. Al plató, Molina va batejar als seus quatre coprotagonistes «Larry», «Harry», «Moe» i, al tentacle superior dret, «Flo».
Les escenes en les quals els tentacles transporten a Octavius van ser creades amb l'ajuda d'una grua que hissava a Molina perquè sobrevolés  l'escenari i agregant posteriorment els braços generats per ordinador. Els tentacles virtuals es van generar escanejant els models reals, encara que aquests es van utilitzar sempre que va ser possible per reduir costos i totes les escenes es filmaven primer amb ells per determinar si els gràfics animats eren realment necessaris. Els enginyers de so van decidir no usar servomecanismes per als so emesos pels tentacles, pensant que farien l'efecte que no formaven part del cos d'Octavius. En el seu lloc, van emprar cadenes de motocicleta i cordes de piano.

## Recepció

### Taquilla
Spider-Man 2 es va estrenar als Estats Units el 30 de juny de 2004 i al juliol del mateix any a Espanya i Llatinoamèrica.
Als Estats Units, va recaptar 40,5 milions de USD en el dia de la seva estrena, un milió més que Spider-Man i va establir així un rècord que va mantenir fins que Star Wars: Episode III - Revenge of the Sith va ingressar cinquanta milions en el seu primer dia en les pantalles un any més tard.

### Crítiques
Spider-Man 2 va rebre elogis de la crítica. Sobre la base de 248 comentaris recopilats per Rotten Tomatoes, Spider-Man 2 té una percentatge global d'aprovació del 94%, amb una puntuació mitjana de 8,3 sobre 10. Metacritic, que assigna qualificacions basades en ressenyes de crítics professionals va calcular una puntuació mitjana de 83/100 punts a partir de 41 opinions. La pel·lícula es va col·locar en el lloc número 411 de la llista de les millors 500 pel·lícules de tots els temps de la revista Empire. En IMDb té una puntuació de 7,4/10. Aquestes dades fan la pel·lícula de Spider-Man millor rebuda fins a aquell moment.

### Premis i nominacions
Spider-Man 2 va guanyar l'Oscar als millors efectes visuals de 2004 i va ser nominada per a l'Oscar al millor so i a la millor edició de so, aconseguits per Ray i Els increïbles respectivament. La pel·lícula va obtenir sengles Premis Saturn per al millor actor, millor director, millor pel·lícula de fantasia, millors efectes especials i millor guió de cinema i va ser nominada, a més, per als premis al millor actor secundari i la millor banda sonora.
L'Acadèmia Britànica de les Arts Cinematogràfiques i de la Televisió (BAFTA) la va nominar per als premis als millors efectes visuals i al millor so, però va perdre davant The Day After Tomorrow i Ray respectivament. L'Institut de Cinema Americà (AFI) va llistar la pel·lícula entre les deu millors de 2004, i la va nominar per a diverses altres llistes. Spider-Man 2 es va classificar com la pel·lícula basada en un còmic amb millors crítiques en Rotten Tomatoes, per davant de X-Men 2, Batman Begins i Superman. En 2007, Entertainment Weekly la va nomenar la 21a millor pel·lícula d'acció de tots els temps.